# Pseudoplatylabus apicalis
Pseudoplatylabus apicalis là một loài tò vò trong họ Ichneumonidae.